# Sphinctomyrmex clarus
Sphinctomyrmex clarus é uma espécie de formiga do gênero Sphinctomyrmex.